# Cassa di Risparmio di Pistoia e Pescia
La filiale della Cassa di Risparmio di Pistoia e Pescia è un edificio per uffici situato in Piazza Matteotti a Montale.

## Storia
L'allora Cassa di Risparmio di Pistoia e Pescia (poi confluita in Intesa Sanpaolo) incaricò l'architetto Emilio Pagnini, professionista pistoiese, di progettare la sede della filiale di Monsummano. Il progetto, del quale esiste una stesura iniziale maggiormente influenzata dall'architettura di Leonardo Ricci, venne concluso nel 1971.
I tamponamenti, pensati in pietra, nella versione definitiva furono realizzati in laterizio intonacato e tinteggiato di bianco. In corso d'opera, la struttura in cemento armato a vista si arricchì e si articolò maggiormente, modellata in base alle esigenze statiche ed estetiche, come nel caso delle testate delle travi, portate all'esterno per ottenere un maggiore momento di inerzia.
Dello stesso architetto Pagnini è il disegno degli infissi e degli appartamenti che si trovano ai piani superiori.

## Architettura
L'edificio, realizzato dall'impresa Mauro Pierattini, viene inaugurato nel 1973. Esigenze organizzative della banca portarono successivamente alla realizzazione di un cancello in ferro, sempre su disegno dell'architetto Pagnini, per delimitare la zona del caveau, nonché alla installazione di una porta a bussola all'ingresso, per avere un maggior controllo dell'afflusso.
I pavimenti sono stati in parte modificati, creando un pavimento rialzato nella zona del personale, onde consentire il passaggio dei cavi elettrici delle apparecchiature.
L'edificio, pensato sin dall'inizio con destinazione mista, con abitazioni ai piani superiori e la sede bancaria al piano terra, mostra di saper compenetrare la duplice funzione: il progettista muove dalle diverse esigenze volumetriche per ottenere un effetto digradante verso la piazza.

### Esterno
L'esterno, pur sostanzialmente lineare ed essenziale nei volumi, è mosso da profondi tagli e dall'aggetto del corpo scala, formalmente definito dalla finestra a nastro che segue l'andamento della rampa. Attenta è la cura del particolare, concentrata sulle strutture in cemento armato, che assumono una valenza plastica soprattutto nei pilastri in aggetto che sorreggono il terrazzo del primo piano.

### Interno
All'interno, il piano terreno destinato alla sede della banca è distribuito con funzionalità, incentrato sul grande spazio centrale destinato a ospitare gli sportelli bancari.
Una scala di servizio collega autonomamente i tre piani fuori terra e il seminterrato dove sono i garage.
La distribuzione degli appartamenti è sostanzialmente convenzionale ed è stata soggetta alle trasformazioni volute dai successivi fruitori.